# Dadipark
 (juillet 2015).
Si vous disposez d'ouvrages ou d'articles de référence ou si vous connaissez des sites web de qualité traitant du thème abordé ici, merci de compléter l'article en donnant les références utiles à sa vérifiabilité et en les liant à la section « Notes et références ».
Dadipark était un des plus vieux parc d'attractions de Belgique. En septembre 2011, il a été annoncé que Dadipark serait démoli. En juin 2013, le parc a presque entièrement disparu, à l'exception d'un ancien bâtiment de restauration devenu un skatepark improvisé utilisée par la jeunesse locale. Il ne reste plus rien des anciennes attractions, remplacées par un terrain vague.[source insuffisante]

## Histoire
Dadipark ouvre en 1949. À cette époque, le village de Dadizele était déjà une destination touristique et beaucoup de gens s'y rendaient en pèlerinage. Le parc a évolué à partir d'une aire de jeux pour les enfants des visiteurs de la basilique. Le parc ne comprenait pas de grandes attractions modernes, il s'agissait plutôt d'un parc accessible et abordable pour les petits enfants. Le parc comportait le plus grand pont de singe de l'époque.[source insuffisante]

## Fermeture
En 2000, la fréquentation diminue fortement. En 2002, il est annoncé que le parc ferme pour rénovation, mais le parc ne rouvre pas. En 2015, le parc est vide à la suite de la destruction de celui-ci. Il ne reste plus qu'un bâtiment de restauration qui est transformé en un skatepark improvisé. Aucun repreneur ne s'est donc manifesté. Il ne reste plus qu'un grand terrain vague.[source insuffisante]

## Avenir
Depuis 2004, plusieurs entreprises ont exprimé leur intérêt dans l'achat du parc pour le transformer en un parc moderne, avec des attractions plus modernes. Une proposition avait été faite par un groupe bruxellois qui aurait voulu, pour environ 70 millions d'euros, acheter et rénover le parc. Le parc se trouve en « plan d'urbanisme » qui impose 20 % de surface commerciale maximum, ce qui est trop peu pour les investisseurs, qui ont décidé d'abandonner le rachat du parc.
 (25 avril 2023).